# Stylopage apsheronica
Stylopage apsheronica är en svampart som beskrevs av Islamov 1981. Stylopage apsheronica ingår i släktet Stylopage och familjen Zoopagaceae.   Inga underarter finns listade i Catalogue of Life.